# Eloy Olaya Prendes
Eloy José Olaya Prendes (Gijón, Astúries, 10 de juliol de 1964), és un exfutbolista asturià. Va jugar de davanter i migcampista. Va debutar al Real Sporting de Gijón. Va ser internacional amb la selecció espanyola.

## Biografia
Aquest petit jugador asturià es va formar en la pedrera de l'Sporting de Gijón, on va arribar provinent del Col·legi de la Immaculada de Gijón. Va assolir la fama pel seu primerenc debut amb el primer equip quan tenia només quinze anys al disputar una eliminatòria de Copa del Rei davant el Caudal de Mieres.
Va debutar a la Primera l'any 1982 amb disset anys. El seu joc era el d'un extrem amb mobilitat que es combinava a la perfecció amb un davanter centre clàssic més gran i pesant. Va aprofitar els buits que aquest creava en la defensa, i també es procurava tirs des d'angles inversemblants. Amb el pas del temps va perdre velocitat, cosa que li va fer endarrerir la seva posició a la d'interior.
A l'Sporting de Gijón va esdevenir titular indiscutible arribant a la internacionalitat absoluta amb tot just vint-i-un anys. Precisament jugant amb la selecció espanyola va viure el seu moment de màxima notorietat al fallar el penal decisiu que hagués classificat la selecció espanyola per a les semifinals del mundial de Mèxic de 1986.
Després d'un altre any més a l'Sporting, en el qual el seu rendiment va ser menor, fou fitxat per València CF en procés de reconstrucció després de tornar a la primera divisió. Hi va romandre set campanyes, les primeres cinc sent titular indiscutible en les quals va ajudar el club xe a retornar als llocs que històricament havia ocupat. Amb l'arribada del tècnic Carlos Alberto Parreira va passar a tenir un rol marginal en l'equip per la qual cosa va ser traspassat al club dels seus orígens, l'Sporting de Gijón on va romandre dues temporades més, la primera d'elles a un gran nivell. Finalment va disputar una temporada amb el CD Badajoz a la Segona.

### Selecció espanyola
Ha estat internacional amb la selecció espanyola en quinze ocasions marcant quatre gols. El seu debut es va produir el 20 de novembre de 1985 en un partit en el qual Espanya va empatar a zero contra Àustria en un partit disputat a Saragossa. Va formar part de la selecció que va participar en el mundial de Mèxic de 1986 on va quedar eliminada en quarts de final en la tanda de penals davant Bèlgica. Va ser Eloy que va errar el penal decisiu.

## Clubs
| Club              | Any       |
| ----------------- | --------- |
| Sporting de Gijón | 1982-1988 |
| València CF       | 1988-1995 |
| Sporting de Gijón | 1995-1997 |
| CD Badajoz        | 1997-1998 |